# Draskóczy László (zeneszerző)
Draskóczy László (Budapest, 1940. május 13. – Budapest, 2020. március 31.) magyar zeneszerző, zenepedagógus, kántor, karnagy, himnológus

## Családja
A család apai ágon a Turóc vármegyei Draskóczyak, anyai ágon a Komárom vármegyei Thalyak leszármazottja. A zeneszerző édesapja, Draskóczy László Huszton született és Máramarosszigeten nevelkedett, ahol a nagyapa, Draskóczy Gábor törvényszéki bíró volt. Az I. világháború után a család Budapestre költözött, mivel a családfő nem kívánt esküt tenni a román államnak. Tíz hónapig vagonban laktak a Nyugati pályaudvaron, majd rövid ideig Pécsett éltek, végül Budapesten telepedtek le. Itt végezte 1929-ben a Református Teológiai Akadémiát a zeneszerző édesapja. Az anyai nagyapa, Thaly Loránt, a Bethesda Gyermekkórház belgyógyász főorvosa, és nem mellesleg műkedvelő költő volt. Ravasz László így ír róla: „sok verséért hálásak vagyunk és örülünk, ha az ő éneke, baráti köröknek e kedves ismerőse, a sajtó hangerősítőjén megnőve, átzúg a magyar lelkeken, határon innen, határon túl…” Lánya, Thaly Eszter, a zeneszerző édesanyja is írt verseket, s így a két szülőn keresztül a keresztyén, nagypolgári légkör, az ének és az imádság természetes közeg volt a Draskóczy családban.

## Munkássága
Alap- és középfokú tanulmányait követően az Állami Konzervatórium Tanárképzőjében szolfézs-zeneelmélet szakon szerzett diplomát (1964.), majd  a Zeneakadémia zeneszerzés tanszakát végezte el (1969.). Tanárai voltak: Jeney Zoltán (fuvola), Arányi-Aschner György, Major Ervin, Sugár Rezső, Vincze Imre (zeneszerzés), Ferenczy György (zongora). Tanulmányai mellett zongorista-korrepetitor állást vállalt különböző népzenei együtteseknél (Bihari János Táncegyüttes, Néphadsereg Művészegyüttese, VDSZ Bartók Táncegyüttese), s eközben maga is készített népzenei ihletésű feldolgozásokat. Később a Magyar Rádió számára írt hasonló jellegű kompozíciókat. Ennek a korszaknak a terméke számos színpadi kísérőzene és hangszerelés mellett az Arioso és rondó zongorára, a Négy tétel vonósnégyesre, valamint a Leánysirató. Ez utóbbi több rangos hazai és nemzetközi zeneszerzői díjat is elnyert. De ennek az időszaknak a kései lenyomata a két klarinétra írt Népdal-szonatína, valamint a Korondi táncok, mely néhány év alatt rendkívüli népszerűségre tett szert: része a zeneiskolai klarinét tantervnek, kötelező anyag versenyeken, és különböző átiratok is készültek, készülnek belőle.
Ugyanakkor egészen fiatalkorától kezdve az egyházi zene közelében volt. Egy interjúban így emlékszik vissza arra az alkalomra, mikor először kántorkodott: „Körülbelül 8 éves lehettem, a Pozsonyi úton laktunk akkor, ott volt édesapám lelkész és egy alkalommal az esküvőre nem jött meg idejében a kántor. Szólt édesapám, hogy gyorsan jöjjek, mert már itt az ifjú pár és nincsen orgonista. Így aztán ahogy voltam, mezítláb felszaladtam a karzatra, és akkor én mentettem meg a helyzetet, improvizáltam, amíg bejött az ifjú pár.” Pár évvel később hallhatta improvizációját Berkesi Sándor, aki így ír erről az élményéről: „Egy ízben édesanyám erős unszolására duzzogva mentem el vele egy hétköznapi bibliaórára. Az ifjú, tizenéves Draskóczy Laci ült a harmónium mellett, és én csodálattal néztem, hallgattam magabiztos játékát." A nyolcvanas évek közepén, a Torockó téri református templom kántoraként a már érett Draskóczy László improvizációi Fassang Lászlóra gyakoroltak életreszóló hatást.
Az 1970-es évek végén megírta máig legismertebb miniatűr alkotását, az Ároni Áldás kánont. Ezzel nagyjából egyidőben érdeklődése a református egyházzene irányába fordult. Életének ebben a második alkotói szakaszában is sok-sok használati zenét írt, ezek azonban már a Musica Sacra területére tartozó alkotások: egyházi énekek dallamára készített feldolgozások énekkarok és kamaracsoportok számára. Egyszerű, strofikus harmonizálásoktól kezdve (52 háromszólamú kórustétel) formailag is gazdagabb, összetettebb motettákon keresztül (Győzhetetlen én kőszálom; Jelige), egészen a nagyobb szabású egyedi kóruskompozíciókig (Cor meum; Három szakrális tétel), illetve a hangszerkíséretes kórusművekig (Jövel Szentlélek Isten; Szent Ferenc Naphimnusza) széles repertoár ez. Később, különösen az ezredforduló után egyre több egyéni hangot megütő művet alkot. Ekkor írta legnagyobb szabású kompozícióját, a Károli kantátát is. A zenemű megírásáról így vall: „Önálló zeneműveim lajstroma nem hosszú: néhány hangszeres darab, egy-két dal, pár kórusmű és számos alkalmi kompozíció, közte elég sok népdalfeldolgozás. … A Károli kantáta más. Ezt nem zeneszerzői hévvel és ambícióval komponáltam. Ez a mű számomra Isten ajándéka. Hogy jó-e, avagy rossz, majd a hallgatóság megítéli. Bennem is nagy a kíváncsiság. Mindenesetre, ilyen könnyen, megerőltetés nélkül még sohasem komponáltam. Mert munka közben állandóan éreztem Isten valóságos jelenlétét, biztatását, folyamatos bátorítását, s egy pillanatig sem volt bizonytalanság bennem arra nézve, hogy vajon holnap is fog menni a munka, vagy pedig, hogy fölösleges a fáradozásom.” Az öttételes, szimfonikus zenekart, vegyes kart, tenor szólistát, valamint narrátort foglalkoztató zenemű Károli Gáspár: Két könyv című írásának fragmentumaira épül. „Ebben a munkájában bibliafordítónk azon elmélkedik, hogy országunk, amely »fényes, hatalmas és erős«, hogyan válhatott ennyire nyomorulttá és szerencsétlenné. Ennek okát abban leli meg, hogy magyar népünk elfordult Istentől, és a »fösvénység, kevélység, irigység, részegeskedés, uzsoraság, tolvajság, paráznaság« bűnében él, amely nem tetszik Istennek: »Ezért rabolják ki országunkat és ezért veretett el országunk határa«"
A zeneszerzés mellett pedagógiai munkássága is jelentős volt. Mára nagynevűként számon tartott zeneszerzők tucatjait nevelte ki a Győri Zeneművészeti Szakközépiskola, majd a Szent István Király Zeneművészeti Szakgimnázium zeneszerző tanszakán (pl. Fekete Gyula, Barabás Árpád, Tallér Zsófia, Csató Mónika vagy Zarándy Ákos), de jó szemmel fedezi fel más tanszakokon tanuló ifjú zenészek kiemelkedő tehetségét. Ily módon mesterükként tartják számon őt olyan előadók is, mint Lukács Gyöngyi operaénekes, Köteles Géza, Nagy Máté, Somogyi-Tóth Dániel és Dénes-Worowski Marcell karmesterek, Cseri Zsófia, Kalmanovits Zoltán, karnagyok, H. Zováthi Alajos nagybőgő-, Fassang László és Pálúr János orgona-, vagy Berecz Mihály zongoraművész. Zenepedagógusi attitűdje abban is megnyilvánult, hogy részt vállalt a Magyarországi Református Egyház különböző zenei műhelyeinek kialakításában, gondozásában (Kölkedi Zenei Hét, Református Kántorképző Tanfolyam, Ráday Kamarazenekar, Doktorok Kollégiuma Himnológiai Szekciója, Református Egyházzenészek Munkaközössége).
Életének utolsó szakaszában idejének nagy részét a kutatásnak szentelte. Elmélyedt a genfi zsoltárok tanulmányozásában, és más zeneelméleti, valamint a himnológia tárgyköréhez tartozó kérdések vizsgálatában. Rend és sajtóhiba Bachnál, A Genfi Zsoltároskönyv két tétele, Genfi zsoltárok Le Roy lantján – a tabulatúrák tanulságai, A kántor és munkaeszköze a korálkönyv – jelzik ennek a kutató-gondolkodó időszaknak egyes állomásait. 2020-ban bekövetkezett haláláig több tucat zenei írást készített, melyek egy része különböző szakfolyóiratokban jelent meg.

## Díjak, elismerések
- V. Zalai Kamaratánc Fesztivál Zeneszerzési I. díj 1972. – Zalaegerszeg[18]
- Prix Bratislava ezüst minősítés – Pozsonyi Rádió Zeneszerzői Versenye 1975.[18]
- Erkel Ferenc Vegyeskar Díj 2014.[19]
- Magyar Arany Érdemkereszt 2014.[20]

## Művei[4]

### Népdalfeldolgozások a korai évekből

#### Népi kísérőzenék
- Arass, rózsám, arass (KJ)
- Bagi táncok (NF)
- Cigányszvit (NF)
- Dús (OM)
- Erdélyi táncok (NF)
- Esthajnali csillag (NF)
- Évszakok I-II-III-IV (OM)
- Fergeteges (OM)
- Három erdélyi tánc (NF)
- Három tánc gyermekeknek (NF)
- Karikázó (NF)
- Karikázó és kanásztánc (NF)
- Kónyi verbunk (PA)
- Kun verbunk (MI)
- Kunsági botoló (MI)
- Leánytánc (ST)
- Madocsai táncok (OM)
- Perlekedők (OM)
- Székely táncok (OM)
- Ugrós variációk (OM)

Koreográfusok: Kelemen József (KJ), Molnár István (MI), Novák Ferenc (NF) Osskó Endréné Magda (OM), Péterffy Attila (PA), Somogyi Tibor (ST)

#### Népdalcsokrok
- Most jöttem Erdélyből
- Két dalcsokor
- Széki dalok
- Madárka, madárka…
- Túl a Tiszán…
- Három székely népdal

### Dalok, kamara-, és zenekari művek az életmű első feléből
- Három dal József Attila verseire (ének + zongora) – 1961 (Száz éjszakán / Ének, hajolj ki ajkamon / Talán eltűnök hirtelen)
- Nyitány (szimfonikus zenekarra) – 1963
- Concertino zongorára és kamarazenekarra – 1963
- Leánysirató (ének + zongora; ének + kamarazenekar) – 1964 (Bemutató: Magyar Rádió [Tokody Ilona + vez. Bolberitz Tamás; Lukács Gyöngyi + zong. a Szerző])
- Lidérc (szoprán hangra zongorakísérettel, Weöres Sándor versére) – 1965
- Négy tétel vonósnégyesre – 1965 (Epitaphium / Kánon / Scherzo / Adagio)
- Suite (5 tétel szóló fuvolára) – 1966
- Epitáf (Kepes Sára verse basszus énekhangra zongorakísérettel) – 1968
- Que tu es belle, mon amie – Epithalamium (alt hangra zongorakísérettel) – 1969
- Magnificat (ének + zongora)
- Ballo Ongaro (táncsorozat a lőcsei tabulatúrás gyűjteményből – kamarazenekarra) – 1970
- Arioso és rondó (zongorára) – 1971 (Megjelent: Szerzői kiadás, 2005)
- Állatmesék – táncjáték négy képben Ezópusz meséi nyomán (szimfonikus zenekarra) – 1973
- Öt gyermekdal két brácsára – 1978
- Énekeljünk mindnyájan (karácsonyi népdal – ének + zongora) Bemutató: Magyar Rádió
- Korondi táncok (klarinét + zongora) – 1981 (Megjelent: Editio Musica Budapest, 1981 – Z. 12 064 / Bemutató: Magyar Rádió [Horváth László + Körmendy Klára])
- Hungarian Dances From Transylvania (for Alto saxophone and Piano) – Megjelent: Edition Darok, 1992 (EDL 1103)
- Korondi táncok tárogatóra és cimbalomra (Megjelent: szerzői kiadás – 2005, Bemutató és hanglemezfelvétel: Nagy Csaba + Herencsár Viktória Hanglemez kiadása: Kuruc idők zenéje (Hungaroton HCD 32339) /8’/)
- Népdal-Szonatina (két klarinétra) Megjelent: Editio Musica Budapest, 1981 (Z. 12 063)
- Old Hungarian Dance Suite (Flute and Harpsichord or Piano) Megjelent: Edition Darok, 1992 (EDL 3101)
- 4 Hungarian Folk Songs (two flutes, two oboes, two clarinets, two saxophones) Megjelent: Edition Darok, 1992

### Egyházi kórusművek az életmű második szakaszából
- Ároni Áldás – Áldjon meg téged (ötszólamú kánon bibliai szövegre) – 1979
- Az Úr Istent magasztalom (két hegedűre és háromszólamú vegyes karra) 1979
- 52 egyszerű kórustétel háromszólamú vegyes karra – 1981
- Győzhetetlen én kőszálom (vegyes kar) – 1985
- Jövel, Szentlélek Isten (háromszólamú vegyes karra kiszenekari kísérettel) – 1985
- Adjunk hálát mindnyájan (vegyes karra) – 1995
- Rajta, ifjak – a Református gimnáziumok indulója (vegyes karra, Vizi I. szövegére) – 1999
- Jöjj, élő víz (vegyes karra és orgonára, Gerzsenyi Sándor szövegére) – 2005
- Károli kantáta (narrátorra, tenorszólóra, vegyeskarra, szimfonikus zenekarra – Károli Gáspár szövegére) – 2005
- Amint vagyok (négyszólamú női karra) – 2006
- Józsué hitvallása (vegyes karra szóló kvartettel) – 2007
- Jézus szeret (vegyes karra) – 2007
- Bonhoeffer éneke (vegyes karra) – 2007
- Jelige (vegyes karra, bibliai szövegre Mt 11: 28) – 2007
- A nagy mélységből szüntelen (vegyes karra)
- Három szakrális tétel (vegyes karra) – 2008
- Kyrie; Sanctus; Agnus Dei
- Cor meum (vegyes karra szóló kvartettel)
- Cor meum; Soli Deo gloria; Amen
- Tehozzád jövünk már Istenünk (vegyes karra) – 2009
- Kész a szívem, Istenem (hatszólamú kánon az 57. zsoltár szavaira) – 2009
- Szent Ferenc Naphimnusza (vegyes karra és szimfonikus zenekarra) – 2009
- Fogadj el, Jézusom (vegyes karra) – 2017